# Ridders van Justitie

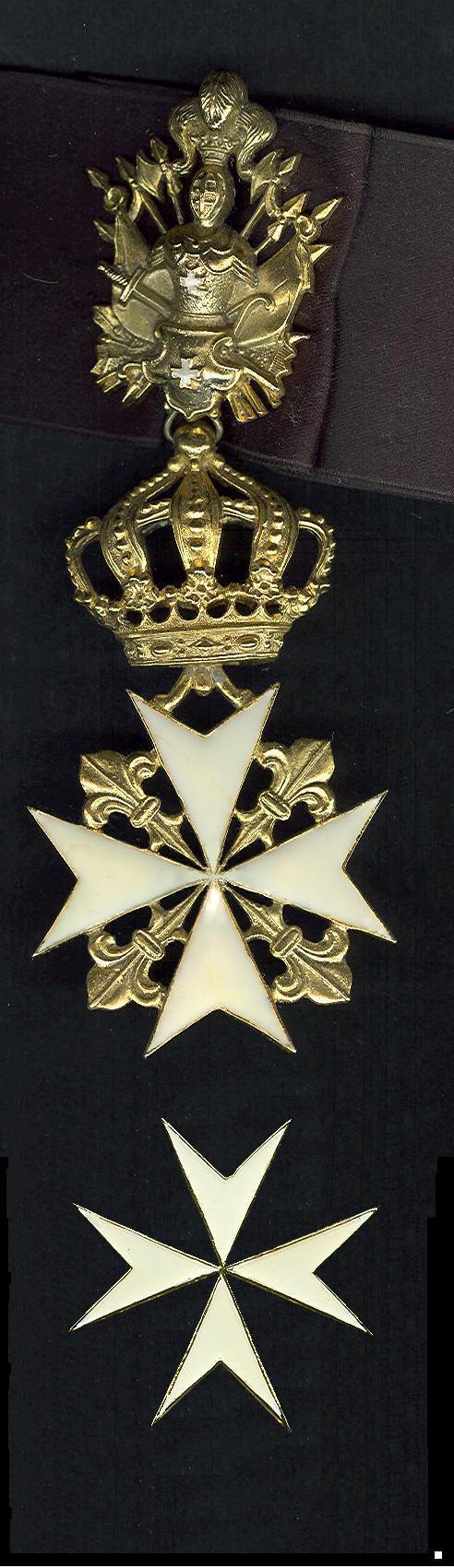
Het kruis van een Rechtsridder. (Particuliere verzameling Groningen)

Ridders, en Dames, van Justitie is de graad waarin adellijke personen in een ridderlijke orde worden opgenomen. In sommige Orden is de benaming Ridder van Gratie en Justitie of Rechtsridder gebruikelijk. Anderen worden, voor zover toegelaten, als Ridders van Gratie opgenomen.
In de Soevereine Militaire Hospitaalorde van Sint-Jan van Rhodos en Malta (Sovrano Militare Ordine Ospedaliero di Rodi e di Malta) zijn de (adellijke) Ridders van Justitie de hoogsten in rang. Na hen komen de Ridders van Obediëntie, de Ridders van Eer en Devotie, Dames, Religieuze leden ad honorem, Magistrale Religieuze leden, Ridders van Eer en Devotie, Ere-Ridders van Gratie, Ridders van Magistrale Gratie en Donaten.
De Constantinische Orde kent ook Ridders van Justitie in drie graden.
De protestantse Johanniter Orden kennen rechtsridders.